# Шевчук Володимир Михайлович
Володимир Михайлович Шевчук (рос. Владимир Михайлович Шевчук; нар. 9 травня 1954, Магнітогорськ, Челябінська область, РРФСР) — радянський футболіст та російський футбольний тренер, виступав на позиції півзахисника та нападника. З 1 лютого 2010 по 11 січня 2011 року — головний тренер «Аланії», яка виступала в Прем'єр-лізі.

## Кар'єра гравця
Вихованець групи підготовки команди «Металург» (Жданов). Футбольну кар'єру розпочав у 1971 році в складі донецького «Шахтаря». Потім виступав у клубах «Локомотив» (Жданов), «Трактор» (Павлодар), «Кайрат» (Алмати), «Локомотив» (Москва), «Дніпро» (Дніпропетровськ), «Колос» (Нікополь) та «Колхеті» (Поті). В 1992 році завершив кар'єру футболіста в складі друголігового «Нафтохіміка» (Нижньокамськ).

## Кар'єра тренера
Ще будучи футболістом «Нафтохіміка» (Нижньокамськ) виконував також і функції тренера клубу. По завершенні кар'єри гравця в 1995—2002 роках працював на різних посадах у клубі «Сатурн» (Раменське). Потім очолював саратовський «Сокіл» та ФК «Хімки». З 2005 року допомагав тренувати московське ЦСКА. В перерві між роботою в складі москвичив нетривалий час знову керував «Сатурном». У 2009—2010 роках працював асистентом головного тренера київського «Динамо». 1 лютого 2010 року призначений головним тренером владикавказької «Аланії». Виступом «Аланії» в першому колі чемпіонату Росії-2010 залишився задоволений «відсотків на 85-90». Стверджує, що почав тренувати «Аланію» в першу чергу на прохання її колишнього тренера Валерія Газзаєва, у якого був помічником у київському «Динамо».

## Досягнення

### Як гравця
- Перша ліга СРСР
  -  Чемпіон (1): 1976
  -  Срібний призер (2): 1972, 1980
  -  Бронзовий призер (1): 1982

### Відзнаки
- Майстер спорту СРСР: 1979